# 安田一郎 (心理学者)
安田 一郎（やすだ いちろう、1926年12月11日 - 2017年8月）は、日本の心理学者・医師。

## 人物・来歴
安田徳太郎の長男として京都に生まれる。前橋医学専門学校卒業、東京大学文学部心理学科卒。横浜市老人リハビリテーション友愛病院長。1982年、横浜市立大学教授。1992年、定年退官。フロイト、ユングなどを研究、紹介し、セクソロジー（性科学）の著述、翻訳でも知られた。

## 著書
著作の一部はデジタル化され、国立国会図書館デジタルコレクションなどで公開されている。
- 『精神分析入門 夢と性欲と攻撃』光文社カッパ・ブックス 1959年 国立国会図書館書誌ID:000000990830 doi:10.11501/3022152
- 『SEX探究 人間の性を演出するもの』講談社ブルーバックス 1965年
- 『日本人の性行動 男性と女性の性科学白書』講談社ブルーバックス 1966年 doi:10.11501/3031751
- 『自分を活かす心理学 マイナスをプラスに転換する信念の魔術』日本文芸社 1969年。
- 『フロム 人と思想』清水書院 Century books 1980年、新版2016年。
- 『感情の心理学 脳と情動』青土社 1993年 ISBN 4-7917-5232-5 doi:10.11501/13843523
- 『ゾルゲを助けた医者―安田徳太郎と〈悪人〉たち』青土社 2020年。安田宏(次男)編 ISBN 978-4-7917-7257-5

### 訳書
- フロイド『性と愛情の心理』安田徳太郎共編訳、角川文庫 1955年 国立国会図書館書誌ID:000000934287 doi:10.11501/2941448
  - のち改版、復刊1989年
- フリードリヒ・クラウス『日本人の性生活』河出書房 1957年。世界性学全集 doi:10.11501/9543020
  - 『日本人の性と習俗 民俗学上の考察』桃源社 1965年 doi:10.11501/9545007
  - 『日本人の性生活』青土社 2000年。
- フィリス・クロンハウゼン、エバーハート・クロンハウゼン『完全なる女性 性的欲望と反応』河出書房新社 1966年。河出文庫 1982年。
- C. S. フォード/F.A.ビーチ『性行動の世界』至誠堂 1967-68年。
- ジョン・B・ワトソン『行動主義の心理学』河出書房新社 1968年。
- フランク・S. カプリオ『幸せをつかむカプリオ博士の結婚』二見書房 1969年 doi:10.11501/12105754
- フロイト『精神分析入門 改訳版』安田徳太郎共訳、角川文庫 1970年。改版・角川ソフィア文庫（上下）2012年。
- 『フロイトとマルクス』訳編　誠信書房　1971年。
- 『ホーナイ全集 第3巻 精神分析の新しい道』誠信書房　1972年。
- R.オズボーン『マルクス主義と精神分析』誠信書房　1972年 doi:10.11501/12655933
- 『性思想の名著 12選』編　学陽書房　1973年。名著入門ライブラリー
- フロイト『失語症と神経症』編訳　誠信書房　1974年 doi:10.11501/12761058
- ヴィルヘルム・ライヒ『性の革命 完訳』角川文庫 1974年。
- フロイド/W.イエンゼン『妄想と夢―文学と精神分析』[1]安田洋治共訳　誠信書房　1975年。
- アレックス・コンフォート編『The Joy of Sex ふたりだけの愛のよろこび』青木日出夫共訳　双葉社　1975年。
- マルト・ロベール『精神分析革命 フロイトの生涯と著作』安田朝子共訳　河出書房新社　1976年。
- エーリッヒ・フロム『権威と家族』青土社　1977年。
- マックス・シュール『フロイト 生と死』岸田秀共訳　誠信書房　1978-79年。
- C. G. ユング『分裂病の心理』青土社　1979年。
- T. H. ヴァン・デ・ヴェルデ『完全なる結婚』河出文庫　1982年。
- 『ホーナイ全集 第1巻　女性の心理』共訳　誠信書房　1982年。
- アンリ・エカアン/マーチン・アルバート『神経心理学』青土社　1983年。
- アルフレッド・アドラー『器官劣等性の研究』金剛出版　1984年。
- I.オズワルド『睡眠と夢』誠信書房　1984年。
- コリン・ウィルソン『ユング 地下の大王』河出書房新社　1985年。河出文庫 1993年。
- W・G・アストン『神道』青土社　1988年。
- フランク・J. ブルノー『実例心理学事典』青土社　1989年。
- J. グレアム・ボーモント『神経心理学入門』青土社　1991年。
- ジャン・ディディエ・ヴァンサン『感情の生物学』青土社　1993年 ISBN 4-7917-5264-3 doi:10.11501/13840898
- ジョン・バチェラー『アイヌの伝承と民俗』青土社　1995年 ISBN 4-7917-5357-7 doi:10.11501/13302378
- ゲルハルト・ヴェーア『C.G.ユング 記録でたどる人と思想』青土社　1996年。
- エティエンヌ・トリヤ『ヒステリーの歴史』横倉れい共訳　青土社　1998年 ISBN 4-7917-5637-1 doi:10.11501/14321380
- ルーシール・B. リトヴォ『ダーウィンを読むフロイト 二つの科学の物語』青土社　1999年。
- ヴァレリー・D. グリーンバーグ『フロイトの失語症論 言語、そして精神分析の起源』青土社　2003年。
- K. S. ラシュレイ『脳の機序と知能 脳傷害の量的研究』青土社　2006年。
- ゲオルク・シュールハンマー『イエズス会宣教師が見た日本の神々』青土社　2007年 ISBN 978-4-7917-6353-5

## 注
1. ↑  旧版は『文学と精神分析　グラディヴァ』安田徳太郎・洋治訳、角川文庫、1960年、復刊1990年。デンマークの作家ヨハネス・ヴィルヘルム・イェンセンは別人。

## 参考
- 安田一郎教授略歴・業績目録「安田一郎教授退官記念号」横浜市立大学論叢 人文科学系列 1992年3月、NAID 40003713679
- デジタル版 日本人名大辞典+Plus『安田一郎』 - コトバンク